# Gấu của MacFarlane
Gấu của MacFarlane là một loài gấu tuyệt chủng được cho rằng đã được tìm thấy ở Vùng lãnh thổ Tây Bắc của Canada. Năm 1864, thợ săn Inuit đã bắn và giết một con gấu lông vàng khổng lồ và đưa da và hộp sọ cho người quản lý bưu điện Fort Anderson và nhà tự nhiên nghiệp dư Roderick MacFarlane (đôi khi được cho là Robert MacFarlane) của Công ty Vịnh Hudson. MacFarlane đã chuyển da và hộp sọ đến Viện Smithsonian nơi chúng được cất giữ và sớm bị lãng quên. Cuối cùng, Tiến sĩ Clinton Hart Merriam đã phát hiện ra bộ hài cốt. Năm 1918, ông mô tả mẫu vật gấu này là một loài và chi mới, Vetularctos inopinatus, gọi nó là "một giống gấu cổ đại gây ngạc nhiên".
Ngoại trừ những trường hợp nhìn thấy chưa được xác nhận, đôi khi gấu của MacFarlane bị cho là đã tuyệt chủng kể từ khi mẫu vật được lấy vào năm 1864. Đã có nhiều giả thuyết liên quan đến nguồn gốc của giống gấu của MacFarlane, trong đó có những gợi ý rằng nó có thể là một giống gấu Bắc cực kỳ dị hoặc thậm chí là một đại diện còn sót lại của một loài Pleistocene.
Phát hiện gần đây về các giống lai gấu xám Bắc cực rất phù hợp với mô tả của mẫu vật, đáng chú ý là bộ lông màu nâu nhạt và hộp sọ có hình dạng kỳ lạ khiến Merriam đề xuất chi mới của mình, đặt ra tính hợp lệ của loài được đề xuất và các tên khoa học liên quan của nó..
Trong tập # 215 của chương trình Monster Quest, "Cuộc tấn công của gấu khổng lồ", nhà cổ sinh vật học Tiến sĩ Blaine W. Schubert (thuộc Đại học bang East Tennessee) đã được phép kiểm tra hộp sọ (mặc dù Viện không cho phép quá trình kiểm tra được quay phim). Schubert tuyên bố rằng ông "chắc chắn 100%" rằng đó là hộp sọ của một con gấu nâu còn trẻ, giống cái và "thực sự, không phải là một cá thể đặc biệt lớn".